# Mario Caldato Jr.
Mario Caldato Jr., noto anche con lo pseudonimo di Mario C. (San Paolo, 24 febbraio 1961), è un produttore discografico e tastierista brasiliano, conosciuto soprattutto per la sua lunga collaborazione con il gruppo hip hop dei Beastie Boys; ha collaborato anche con altri artisti, tra i quali Beck e Money Mark, che conobbe a Los Angeles, dove si era trasferito a tre anni con la famiglia, nel 1979.
Si tratta di un autore molto poliedrico; già a vent'anni, infatti, era in grado di suonare bene il basso, le tastiere e le percussioni: merito delle sue grandi abilità musicali va attribuito anche al padre, Mario Caldato Sr., anch'egli musicista, dal quale ricevette molte lezioni di piano fin dal lontano 1967.
Ben dieci anni della sua carriera musicale sono stati vissuti insieme ai Beastie Boys; quattro album della band statunitense hanno visto la sua collaborazione, che è però terminata nel 1999, dopo un interminabile tour di molti mesi che vide Mario girare il mondo insieme al trio di New York ed a Nishita.
Nel brano Intergalactic dei Beastie Boys viene citato nel verso: "Mario C. likes to keep it clean"